# Warłaam Pieczerski
Warłaam Pieczerski – święty Rosyjskiego Kościoła Prawosławnego, pierwszy przełożony Ławry Kijowsko-Pieczerskiej. 
Według tradycji był synem bojara Joanna, jednego z ważniejszych dostojników dworu księcia Iziasława i jego żony Marii. Od młodości miał wyróżniać się siłą fizyczną i czystością ducha. Inspiracją do wstąpienia do monasteru dla Warłaama stał się werset z Ewangelii Mateusza:  I zasię powiadam wam: Że snadniej wielbłądowi przez ucho igielne przejść, niż bogatemu wnijść do królestwa Bożego. (Mt 19, 24). Spotkał się wówczas z Antoni Pieczerskim, który jednak był zdania, że Warłaam nie wytrwa w swoim postanowieniu. Następnego dnia młody człowiek opuścił jednak swoich rodziców, porzucił również żonę i przyjechał do monasteru pieczerskiego. Na oczach Antoniego zdjął z siebie bogatą szatę i stwierdził, że zarówno ją, jak i drogiego konia, na którym przyjechał, darowuje na klasztor, potwierdził również swój zamiar wstąpienia do wspólnoty monastycznej. Według żywota Warłaama Antoni jeszcze w tym momencie nie był pewien, czy kandydat wytrwa w swoim pragnieniu, jednak został ostatecznie przekonany i zgodził się natychmiast dokonać jego postrzyżyn małej schimy. Razem z Warłaamem do klasztoru wstąpił inny późniejszy święty, Efrem Pieczerski.
Według tradycji, kiedy o ślubach syna dowiedział się jego ojciec, napadł ze sługami na monaster, rozpędził mnichów i siłą przebrał syna z powrotem w bogaty strój bojara, po czym przywiózł go z powrotem do domu. Warłaam odmawiał jednak jedzenia, nie chciał również wrócić do żony. Przez trzy dni modlił się o możliwość powrotu do monasteru. Wreszcie, widząc, że syn spędza cały czas w kącie, modląc się, Joann zrezygnował ze swoich pierwotnych planów. Warłaam wrócił do klasztoru mimo rozpaczy swoich rodziców i żony. 
Po tym, gdy liczba mnichów wzrosła do 12, Antoni Pieczerski uznał, że może opuścić wspólnotę i udać się w inne miejsce, by stworzyć następną. Kierownictwo nad klasztorem w Kijowie powierzył Warłaamowi. Zaczął on rozbudowywać obiekty klasztoru. Według tradycji miał również odbyć pielgrzymkę do Jerozolimy i Konstantynopola; zmarł powracając z tej drugiej podróży, zatrzymawszy się w monasterze w Zimnem (jego wezwanie otrzymała później jedna z cerkwi w tymże klasztorze. Został pochowany w Bliskich Pieczarach Ławry Kijowsko-Pieczerskiej.